# زمارة
زمّارة (الاسم العلمي: Zammara)، جنس حشرات من نصفيات الأجنحة وفصيلة الزيز. أنواعها ذات اللون الأزرق والأخضر الفاتح عمومًا.